# Jackson County (Florida)
Das Jackson County ist ein County im Bundesstaat Florida der Vereinigten Staaten. Der Verwaltungssitz (County Seat) ist Marianna.

## Geographie
Das County hat eine Fläche von 2472 Quadratkilometern, wovon 101 Quadratkilometer Wasserfläche sind. Es grenzt im Westen und im Süden dem Uhrzeiger nach an die Countys Gadsden County, Calhoun County, Bay County, Washington County und Holmes County, im Norden an den US-Bundesstaat Alabama und im Osten an Georgia.

## Geschichte
Das Jackson County wurde am 12. August 1822 aus Teilen des Escambia County gebildet. Benannt wurde es nach Andrew Jackson, General im Krieg von 1812, erster territorialer Gouverneur von Florida und 7. Präsident der Vereinigten Staaten von 1829 bis 1837. Am 27. September 1864 fand hier im Rahmen des Sezessionskriegs die Schlacht von Marianna statt.

## Demografische Daten

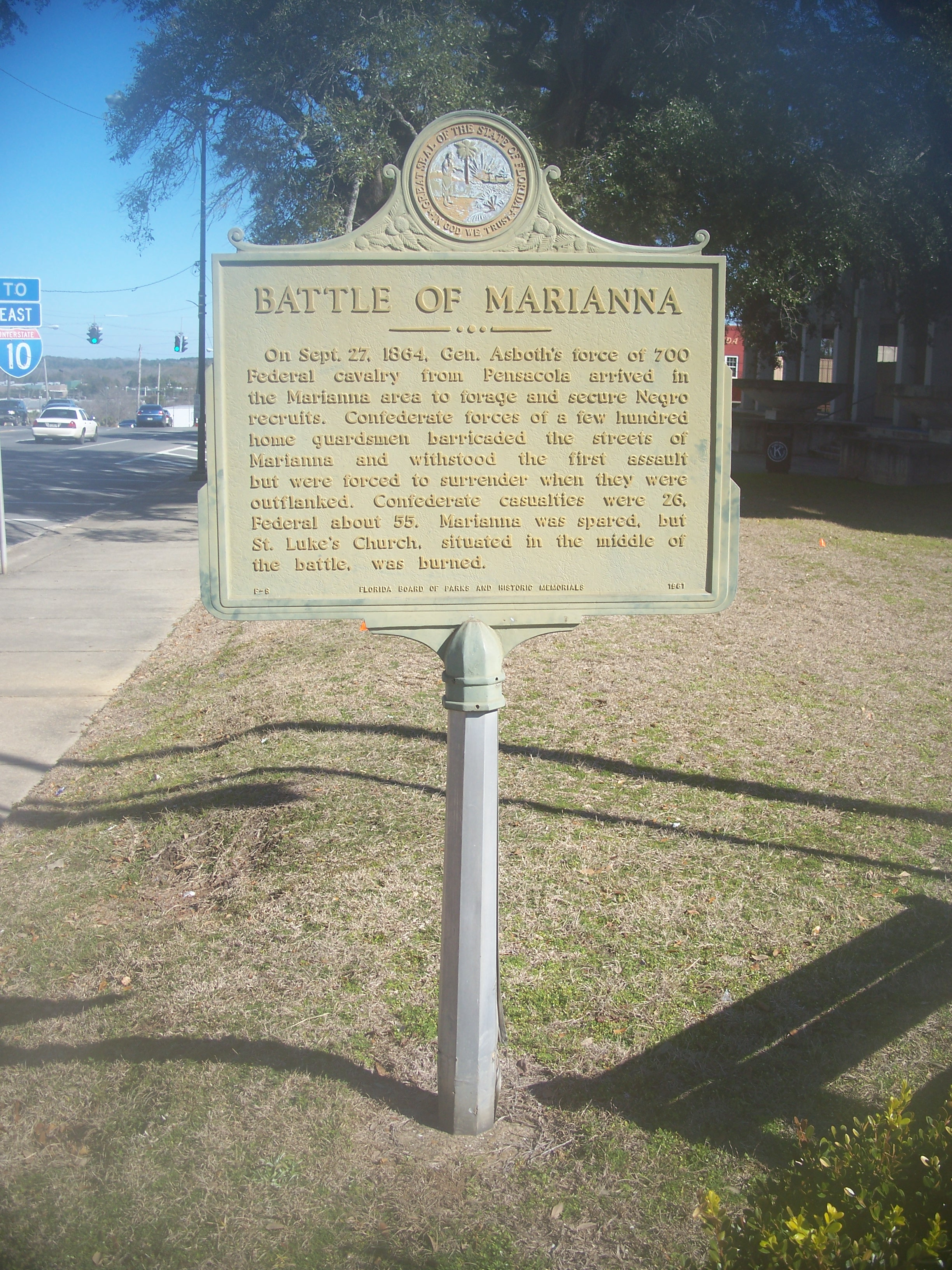
Gedenktafel an die Schlacht von Marianna am 27. September 1864

Nach der Volkszählung im Jahr 2010 lebten im Jackson County 49.746 Menschen in 20.980 Haushalten. Die Bevölkerungsdichte betrug 21 Einwohner pro Quadratkilometer. Ethnisch betrachtet setzte sich die Bevölkerung zusammen aus 69,1 % Weißen, 26,6 % Afroamerikanern, 0,7 % Indianern und 0,5 % Asian Americans. 1,3 % waren Angehörige anderer Ethnien und 1,9 % verschiedener Ethnien. 4,3 % der Bevölkerung bestand aus Hispanics oder Latinos.
Im Jahr 2010 lebten in 30,6 % aller Haushalte Kinder unter 18 Jahren sowie 31,6 % aller Haushalte Personen mit mindestens 65 Jahren. 66,8 % der Haushalte waren Familienhaushalte (bestehend aus verheirateten Paaren mit oder ohne Nachkommen bzw. einem Elternteil mit Nachkomme). Die durchschnittliche Größe eines Haushalts lag bei 2,40 Personen und die durchschnittliche Familiengröße bei 2,92 Personen.
22,6 % der Bevölkerung waren jünger als 20 Jahre, 26,5 % waren 20 bis 39 Jahre alt, 29,0 % waren 40 bis 59 Jahre alt und 21,8 % waren mindestens 60 Jahre alt. Das mittlere Alter betrug 41 Jahre. 54,8 % der Bevölkerung waren männlich und 45,2 % weiblich.
Das jährliche Durchschnittseinkommen eines Haushalts betrug 38.917 USD, dabei lebten 15,5 % der Bevölkerung unter der Armutsgrenze.
Im Jahr 2010 war englisch die Muttersprache von 95,09 % der Bevölkerung, spanisch sprachen 3,38 % und 1,53 % hatten eine andere Muttersprache.

## Kultur und Sehenswürdigkeiten

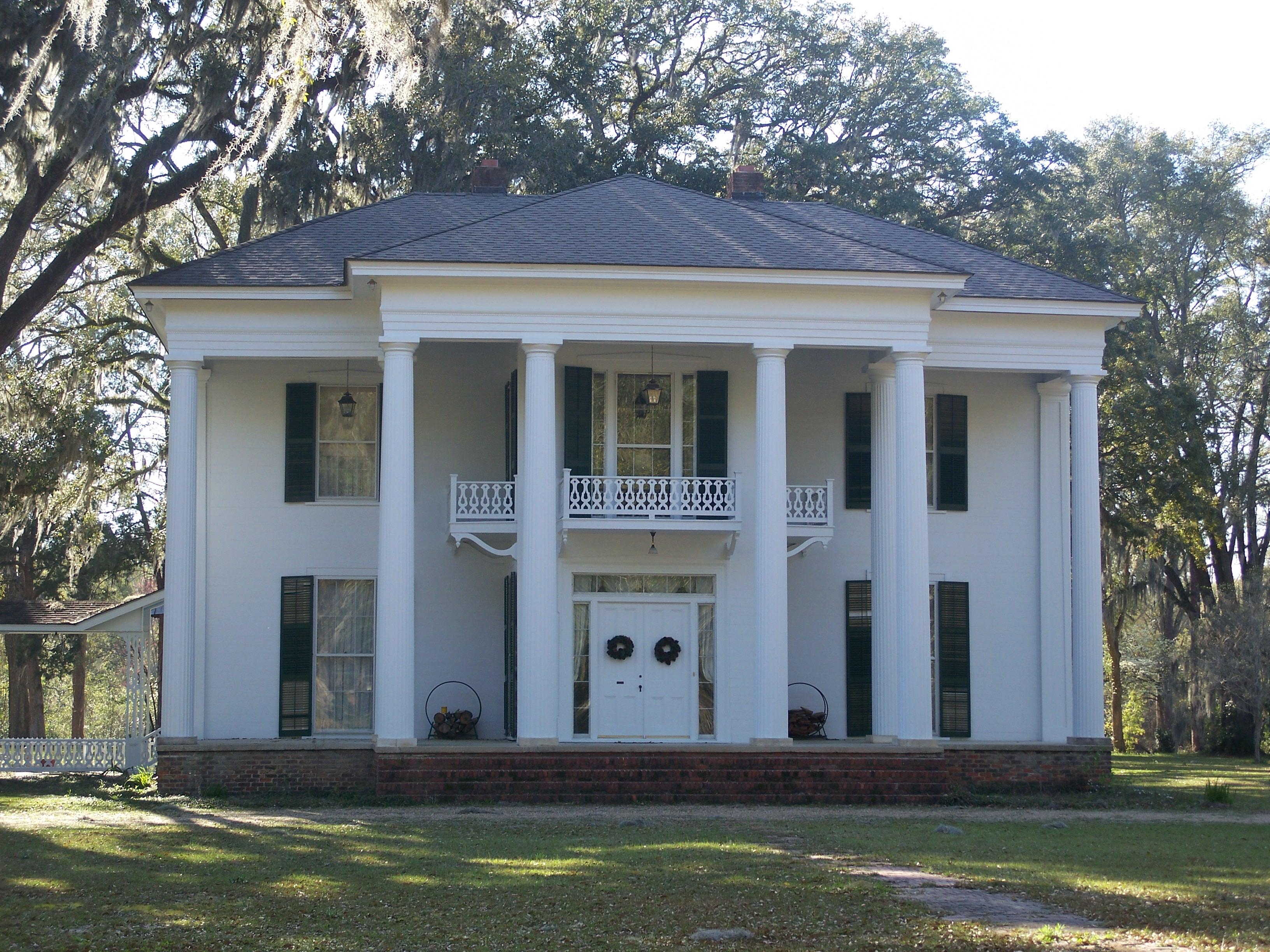
Great Oaks (2008). Die Residenz entstand zwischen 1857 und 1861. Das im Stile des Greek Revival („griechisches Wiederaufleben“) errichtete Gebäude wurde im Dezember 1972 als erstes Objekt des County in das NRHP eingetragen.

13 Bauwerke, Stätten und historische Bezirke (Historic Districts) im Jackson County sind im National Register of Historic Places („Nationales Verzeichnis historischer Orte“; NRHP) eingetragen (Stand 28. Januar 2023), darunter eine Kirche und eine archäologische Fundstätte.

## Weiterführende Bildungseinrichtungen
- Baptist College of Florida in Graceville
- Chipola Junior College in Marianna
- Smith Chapel Bible College in Sneads

## Orte im Jackson County
Orte im Jackson County mit Einwohnerzahlen der Volkszählung von 2010:
Cities:
- Graceville – 2.278 Einwohner
- Jacob City – 250 Einwohner
- Marianna (County Seat) – 6.102 Einwohner

Towns:
- Alford – 489 Einwohner
- Bascom – 121 Einwohner
- Campbellton – 230 Einwohner
- Cottondale – 933 Einwohner
- Grand Ridge – 892 Einwohner
- Greenwood – 686 Einwohner
- Malone – 2.088 Einwohner
- Sneads – 1.849 Einwohner